# Kamøyvær
Kamøyvær est un village du comté de Finnmark, dans le nord de la Norvège.

## Géographie
Kamøyværest un village de pêcheurs situé sur la côte nord de Magerøya, sur la rive du Kamøyfjord, à une dizaine de km au nord-ouest d'Honningsvåg.
Kamøyvær compte environ 70 habitants.